# Gennadios II. (Exarch)
Gennadios (mittelgriechisch Γεννάδιος, lateinisch Gennadius; † 665) war ein byzantinischer General, der wahrscheinlich von 648 bis 665 als Exarch von Karthago amtierte.
Gennadios’ Amtsvorgänger Gregor hatte 646 gegen Kaiser Konstans II. rebelliert und den Amtssitz vorübergehend von Karthago nach Sufetula (Sbeitla, heute Tunesien) verlegt. Die Usurpation spielte sich möglicherweise vor dem Hintergrund der monotheletischen Streitigkeiten in Byzanz ab, bei denen im Exarchat eher eine orthodoxe Haltung eingenommen worden zu sein scheint. Die Revolte brach allerdings bald in sich zusammen, da Gregor im folgenden Jahr von einer arabischen Armee unter ʿAbd Allāh ibn Saʿd ibn Abī Sarh bei Sufetula angegriffen und getötet wurde.
Nach der Schlacht zogen sich die Araber nach Tripolitanien zurück, während die übrigen Teile des Exarchates unter Gennadios wieder in byzantinische Abhängigkeit gerieten. Die Hauptstadt wurde wieder nach Karthago verlegt. Da der neue selbsternannte Exarch die Araber durch Tributzahlungen von jährlich 330.000 Solidi ruhigzustellen suchte und außerdem noch jährliche Abgaben in beträchtlicher Höhe an Konstantinopel zu leisten hatte, führte die entsprechende Steuerlast zu wachsendem Unmut in der Bevölkerung.
Als Konstans II. seine Residenz 663 nach Syrakus auf Sizilien verlegte und bald darauf eine Erhöhung der Abgaben verlangte, verweigerte Gennadius dem Kaiser die Gefolgschaft. Daraufhin zettelte ein gewisser Eleutherios 665 mit Unterstützung der karthagischen Garnisonstruppen und Teilen der Bevölkerung einen Aufstand gegen den Exarchen an. Nuwairi berichtet, Gennadios sei an den Hof des Kalifen Muʿāwiya in Damaskus geflohen und habe dort um Hilfe gegen Byzanz ersucht. Der Kalif entsandte daraufhin eine starke Streitmacht nach Africa, doch starb Gennadios auf dem Marsch Ende 665 in Alexandria.